# باشگاه فوتبال صربین وایت ایگلز
باشگاه فوتبال صربین وایت ایگلز یک تیم فوتبال نیمه حرفه‌ای کانادایی است. این تیم عضو لیگ فوتبال کانادا است.

## تاریخچه
این باشگاه در سال ۱۹۶۸ در همیلتون، انتاریو با نام صربیا اف‌سی تأسیس شد و پس از نقل مکان به تورنتو و تبدیل شدن به صربین وایت ایگلز، با عضویت در لیگ ملی فوتبال به صفوف حرفه‌ای پیوست. وایت ایگلز اولین طعم موفقیت خود را در سال ۱۹۷۴ چشیدند و اولین باشگاه فوتبال کانادایی بودند که در جام قهرمانان کونکاکاف شرکت کردند. در سال ۱۹۸۱، آنها از ان‌اس‌ال خارج شدند و در این روند تبدیل به یک باشگاه آماتور شدند. پس از ۲۵ سال وقفه از فوتبال حرفه‌ای، آنها در سال ۲۰۰۶ بازگشتند تا در لیگ فوتبال کانادا (لیگ جانشین ان‌اس‌ال) شرکت کنند.
بازگشت آنها موفقیت‌آمیز بود زیرا آنها هم از نظر عملکرد و هم از نظر حضور در لیگ برتر موفق بودند. آنها در چهار فصل اول خود به دومین باشگاه در تاریخ سی‌اس‌ال تبدیل شدند که در چهار فصل متوالی به فینال قهرمانی سی‌اس‌ال می‌رسند. در طول این چهار فصل، آنها سه رتبه اولی و یک قهرمانی را به دست آوردند. از نظر حضور در لیگ، آنها میانگین بیشترین تعداد تماشاگر را داشتند که بازی دربی آنها را مقابل رقبای خود تورنتو کرواسی احیا کرد.
اندکی پس از آن، عملکرد تیم رو به نزول رفت، اما آنها همچنان وضعیت قدرت خود را حفظ کردند زیرا به‌طور متوالی به مرحله پلی آف راه یافتند. در سال ۲۰۱۵، وایت ایگلز با کسب عنوان قهرمانی فصل عادی آن سال، قهرمانی در سال ۲۰۱۶ و عنوان قهرمانی فصل عادی در سال ۲۰۲۲ شروع به جوان‌سازی عملکرد خود کردند.